# جامعة أوتفوش لوراند
جامعة أوتفوش لوراند (بالإنجليزية: Eötvös Loránd University)‏ هي جامعة بحثية عامة، تأسست في 1635م، في المجر و تقع حالياً في عاصمتها بودابست ، تعد واحدة من أكبر مؤسسات التعليم العالي و أكثرها شهرة في المجر ، يتواجد مبنى الجامعة على ضفة نهر الدانوب و حاز 5 من خريجيها على جائزة نوبل في محالات مختلفة.

## تأسيس الجامعة
تأسست جامعة أوتفوش لوراند في عام 1635م من قبل الكاردينال بيتر بازمان في ناجسومبات ، مملكة المجر سابقاً ، (اليوم ترنافا ، سلوفاكيا) كجامعة كاثوليكية لتدريس اللاهوت والفلسفة ، في عام 1770م ، تم نقل الجامعة إلى بودا ، ثم سميت الجامعة الملكية للآفات حتى عام 1873م ، ثم جامعة بودابست حتى عام 1921م ، عندما أعيدت تسميتها باسم الجامعة المجرية ، ثم استقلت كلية العلوم في عام 1949م عندما تم فصل كلية اللاهوت و الفلسفة عن الجامعة ، تلقت الجامعة اسمها الحالي في عام 1950م ، تيمناً بواحد من أشهر علماء الفيزياء ، البارون لوراند إيوتفوس.

## كليات الجامعة
- كلية القانون والعلوم السياسية (KJK)
- كلية العلوم (TTK)
- كلية التربية الخاصة (BGGyK)
- كلية العلوم الإنسانية (BTK)
- الكلية المعلوماتية (IK)
- كلية التربية وعلم النفس (PPK)
- كلية العلوم الاجتماعية (TáTK)
- تدريب معلمي الكليات ورياض الأطفال (TÓK)

## أشهر خريجيها و الحائزين على جائزة نوبل
- فيليب أنتون لينارد حاز على جائزة نوبل في الفيزياء عام 1905م
- ألبرت ناجيرابولت مكتشف فيتامين سي و تفاعلات الستريك الحائز على جائزة نوبل في الطب عام 1937م
- جورج هيفيشي حصل على جائزة نوبل في الكيمياء عام 1943م
- جورج فون بيكيسي حصل على جائزة نوبل في الطب عام 1961م
- جون هارساني حصل على جائزة نوبل في الاقتصاد عام 1994م

### أبرز خريجيها أيضاً
- جون فون نيومان أحد العلماء البارزين القائمين على مشروع مانهاتن.
- فيكتور أوربان رئيس وزراء هنغاريا الحالي.
- يانوش أدير رئيس هنغاريا الحالي.
- فيرينس كراوس
- لاسلو كالمار
- كارل بولاني

## روابط خارجية
- جامعة أوتفوش لوراند على موقع IMDb (الإنجليزية)
- جامعة أوتفوش لوراند على موقع الموسوعة البريطانية (الإنجليزية)